# Work with My Love
Work with My Love is een nummer van de Braziliaanse dj Alok en de Britse zanger James Arthur uit 2023.
Het nummer bevat een sample van de melodie van What About My Love van Johnnie Taylor, dat in 2004 ook in Lola's Theme van The Shapeshifters werd gesampled. "Work with My Love" flopte in zowel Aloks thuisland Brazilië als Arthurs thuisland het Verenigd Koninkrijk. Wel werd het een hit in het Nederlandse taalgebied; in de Nederlandse Top 40 kwam het tot de 28e positie, terwijl in de Vlaamse Ultratop 50 de 47e positie gehaald werd.